# Le Roi du village
Le Roi du village est un film français réalisé par Henri Gruel, sorti en 1963.

## Fiche technique
- Titre : Le Roi du village
- Réalisation : Henri Gruel
- Scénario : Jean Canolle, Rémo Forlani, Henri Gruel
- Musique : Jacques Lasry et Georges Moustaki
- Image : Roger Duculot
- Montage : Charles Bretoneiche
- Son : Séverin Frankiel
- Société de production : Plazza Films, Orcital
- Pays d'origine : France
- Format : Noir et blanc - 1,66:1 - 35 mm
- Genre : Comédie
- Durée : 95 minutes
- Date de sortie : France : 22 juin 1963
- Affiche : Jouineau Bourduge (France)

## Distribution
- Catherine Rouvel : Agnès
- Henri Tisot : Moïse
- Charles Blavette
- Jean Amadou
- Pierre Maguelon
- Jean Le Poulain
- Jean Panisse
- Lisa Gastoni
- Les Chats Sauvages - interprètent la chanson Venez les Filles (Musique composé par Giuseppe Mengozzi alias Jerry Mengo).
- Maurice Couzinet
- Luisa Mattioli
- Marjorie Breal
- Maryse Mejean
- Ermanno Casanova
- Anna-Maria Pace